# سازمان بین‌المللی مهاجرت
سازمان بین‌المللی مهاجرت یک سازمان بین‌المللی دولتی است. این سازمان در ابتدا در ۱۹۵۱ به عنوان یک کمیته دولتی بین‌المللی برای اروپاییان برای کمک کردن به اسکان دوباره مردمی که در طی جنگ جهانی دوم آواره شده بودند، تأسیس شد. تا ماه دسامبر ۲۰۱۳، این سازمان ۱۵۵ کشور عضو و ۱۱ کشور ناظر دارد.
سازمان بین‌المللی مهاجرت، سازمان بین‌المللی دولتی اصلی در زمینه مهاجرت است. مقر و دفتر اصلی این سازمان در ژنو در کشور سوییس است و زبان رسمی آن انگلیسی، فرانسوی و اسپانیایی است. بودجه این سازمان در سال ۲۰۱۳ برابر ۱٫۶۷۵ بیلیون دلار بوده و ۸۴۰۰ کارمند دارد. این سازمان در ۱۹ سپتامبر ۲۰۱۶ به عنوان یک سازمان مرتبط با کار سازمان ملل ثبت شد.

## اعضا
از ژوئن ۲۰۱۴، سازمان بین‌المللی مهاجرت شامل ۱۵۶ کشور عضو و ۱۰ کشور ناظر است.
اعضا:
- افغانستان
- آلبانی
- الجزایر
- آنگولا
- آنتیگوآ و باربودا
- آرژانتین
- ارمنستان
- استرالیا
- اتریش
- جمهوری آذربایجان
- باهاما
- بنگلادش
- بلاروس
- بلژیک
- بلیز
- بنین
- بولیوی
- بوسنی و هرزگوین
- بوتسوانا
- برزیل
- بلغارستان
- بورکینافاسو
- بوروندی
- کامبوج
- کامرون
- کانادا
- کیپ ورد
- جمهوری آفریقای مرکزی
- چاد
- شیلی
- کلمبیا
- کومور
- جمهوری کنگو
- کاستاریکا
- ساحل عاج
- کرواسی
- قبرس
- جمهوری چک
- جمهوری دموکراتیک کنگو
- دانمارک
- جیبوتی
- جمهوری دومینیکن
- اکوادور
- مصر
- السالوادور
- استونی
- اتیوپی
- فیجی
- فنلاند
- فرانسه
- گابن
- گامبیا
- گرجستان
- آلمان
- غنا
- یونان
- گواتمالا
- گینه
- گینه بیسائو
- گویان
- هائیتی
- سریر مقدس
- هندوراس
- مجارستان
- ایسلند
- هند
- ایران
- جمهوری ایرلند
- اسرائیل
- ایتالیا
- جامائیکا
- ژاپن
- اردن
- قزاقستان
- کنیا
- قرقیزستان
- لتونی
- لسوتو
- لیبریا
- لیبی
- لیتوانی
- لوکزامبورگ
- ماداگاسکار
- مالاوی
- مالدیو
- مالی
- مالت
- جزایر مارشال
- موریتانی
- موریس
- مکزیک
- ایالات فدرال میکرونزی
- مغولستان
- مونته‌نگرو
- مراکش
- موزامبیک
- میانمار
- نامیبیا
- نائورو
- هلند
- نپال
- نیوزیلند
- نیکاراگوئه
- نیجر
- نیجریه
- نروژ
- پاکستان
- پاناما
- پاپوآ گینه نو
- پاراگوئه
- پرو
- فیلیپین
- لهستان
- پرتغال
- کره جنوبی
- مولدووا
- رومانی
- رواندا
- سنت وینسنت و گرنادین‌ها
- سنگال
- صربستان
- سیشل
- سیرالئون
- اسلواکی
- اسلوونی
- سومالی
- آفریقای جنوبی
- سودان جنوبی
- اسپانیا
- سری‌لانکا
- سودان
- اسواتینی
- سوئد
- سوئیس
- تاجیکستان
- تایلند
- مقدونیه شمالی
- تیمور شرقی
- توگو
- ترینیداد و توباگو
- تونس
- ترکیه
- ترکمنستان
- اوگاندا
- اوکراین
- بریتانیا
- تانزانیا
- ایالات متحده آمریکا
- اروگوئه
- وانواتو
- ونزوئلا
- ویتنام
- یمن
- زامبیا
- زیمبابوه

 کشورهای ناظر:
- بحرین
- بوتان (کشور)
- چین
- کوبا
- اندونزی
- قطر
- روسیه
- سان مارینو
- سائوتومه و پرنسیپ
- عربستان سعودی